# Split-Dalmatiens län
Split-Dalmatiens län (kroatiska: Splitsko-dalmatinska županija) är ett av Kroatiens 21 län. Dess huvudort är Split. Länet har 463 676 invånare (år 2001) och en yta på 4 540 km². 

## Administrativ indelning
Split-Dalmatiens län är indelat i 16 städer och 39 kommuner.
- Städer:
  - Split
  - Hvar
  - Imotski
  - Kaštela
  - Komiža
  - Makarska
  - Omiš
  - Sinj
  - Solin
  - Stari Grad
  - Supetar
  - Trogir
  - Vis
  - Vrgorac
  - Vrlika

- Kommuner:
  - Baška Voda
  - Bol
  - Cista Provo
  - Dicmo
  - Brela
  - Dugi Rat
  - Dugopolje
  - Gradac
  - Hrvace
  - Jelsa
  - Klis
  - Lećevica
  - Lokvičići
  - Lovreć
  - Marina
  - Milna
  - Muć
  - Nerežišća
  - Okrug
  - Otok
  - Podbablje
  - Podgora
  - Podstrana
  - Postira
  - Prgomet
  - Primorski Dolac
  - Proložac
  - Pučišća
  - Runovići
  - Seget
  - Selca
  - Sućuraj
  - Sutivan
  - Šestanovac
  - Šolta
  - Trilj
  - Tučepi
  - Zadvarje
  - Zagvozd
  - Zmijavci